# タウラージ
タウラージ（伊: Taurasi）は、イタリア共和国カンパニア州アヴェッリーノ県にある、人口約2,300人の基礎自治体（コムーネ）。
町の名前は、おそらくラテン語のおうし座(Taurus)に由来する。時が経つとともに、Taurasos から Taurasiaを経て、現在の Taurasi に変化していった。
ワインの名産地で、アリアニコというブドウ品種を85％以上使用して作るワイン「タウラージ (ワイン)」は、1993年に厳正な審査の下に認定されるDOCG（原産地認定）を受けている。

## 地理

### 位置・広がり

#### 隣接コムーネ
隣接するコムーネは以下の通り。
- ラーピオ
- ルオゴザーノ
- ミラベッラ・エクラーノ
- モンテミレット
- サンタンジェロ・アッレスカ
- トッレ・レ・ノチェッレ

- イルピーノ方言 (it) の範囲